# Is There Anybody There?
Singles de Scorpions
The Sails of Charon
(1978) Lovedrive
(1979)
Is There Anybody There? est une chanson du groupe de hard rock allemand Scorpions, sortie en single le 25 février 1979 et incluse comme sixième titre de l'album Lovedrive la même année. 
Écrite par Klaus Meine et Herman Rarebell et composée par Rudolf Schenker, il raconte l'histoire d'un homme désespéré qui cherche son amour et qui, à certains endroits, se distingue en demandant à une autre personne où est . D'autre part, plusieurs critiques le considèrent comme un mélange de hard rock et de reggae, car son rythme et son tempo possèdent les caractéristiques typiques de ce dernier genre musical. Il s'agit du premier titre du groupe à se classer dans les charts avec une 39e place au Royaume-Uni.

## Classement
| Classement (1979)              | Meilleure place |
| ------------------------------ | --------------- |
| Royaume-Uni (UK Singles Chart) | 39              |